# آلبوم نهایی
«آلبوم نهایی» (به انگلیسی: The Final Album) آلبومی از مدرن تاکینگ است که در سال ۲۰۰۳ میلادی منتشر شد.